# L'Annonciation (Veneziano)
Pour les articles homonymes, voir Annonciation (homonymie).
L'Annonciation est un tableau réalisé vers 1445 par le peintre italien Domenico Veneziano. Panneau central de la prédelle qui servait de base au retable de Santa Lucia dei Magnoli, cette tempera sur bois représente l'Annonciation dans une cour entourée d'un portique. Elle est conservée au Fitzwilliam Museum, à Cambridge, au Royaume-Uni.